# Rosaleda Francisco Sabadell
La Rosaleda Francisco Sabadell es uno de los jardines más antiguos de Valladolid (Castilla y León, España). Se encuentra junto a la margen izquierda del Pisuerga, extendiéndose a lo largo de su recorrido desde el puente del Poniente hasta el de Isabel la Católica, lindando a su vez con el Paseo de Isabel la Católica y la playa de las Moreras. Su extensión es de 35.738 m².

## Historia
Tiene su origen en el aumento de población que experimentó la ciudad a lo largo del siglo XIX. 
El 2 de marzo de 1945, el alcalde de Valladolid, Fernando Ferreiro Rodríguez, decidió que, dado ese aumento demográfico y por la existencia de un único parque de recreo en la ciudad, el Campo Grande, y la insuficiencia de este, sería conveniente la creación de un nuevo jardín en la zona de las Moreras desde el Puente Mayor hasta las proximidades de la Plaza de Tenerías, para lo cual serían utilizados los paseos y el arbolado ya existentes desde el siglo XVIII. 
La Rosaleda debe su nombre a Francisco Sabadell, persona que desempeñó el cargo de director de jardines del Ayuntamiento de Valladolid y uno de los artífices del acondicionamiento del Campo Grande "actual".

## Descripción
La principal entrada a la Rosaleda se encuentra en el Paseo de Isabel la Católica, frente al edificio de la Electra Popular Vallisoletana, el acceso se realiza a través de un conjunto de varias columnas de piedra cerradas por rejas. Las dos columnas más altas se encuentran rematadas con un león sentado que tiene entre sus garras el escudo de la ciudad. 
Este motivo es muy similar al que se puede contemplar en la puerta trasera del Paseo del Príncipe del Campo Grande. Por otro lado, las columnas más bajas presentan en su parte superior un pináculo. Tras pasar este pórtico de entrada se accede a los jardines a través de una larga escalera. A lo largo de su perímetro, prácticamente hasta alcanzar el Puente de Isabel la Católica, los jardines están delimitados con una balaustrada metálica y con macizos de arbustos y árboles.
Tras descender por la escalera se llega a una glorieta con una abundante decoración vegetal, en la que destacan los rosales, que son, prácticamente, la única especie vegetal de estos jardines a excepción de los pequeños arbustos que delimitan los paseos y algunos árboles en los extremos del parque. 
En este lugar se situó durante un tiempo la locomotora número 6 y un coche de madera del denominado Tren burra (FSC). En la actualidad esta antigua locomotora se encuentra, tras ser rehabilitada y restaurada, en la plaza de San Bartolomé del barrio de La Victoria, zona en la que se encontraba la antigua estación del Ferrocarril Económico. El coche no se encontró.

## Equipamientos
Además de las rosas, en estos jardines prolifera el mobiliario urbano, de diferente tipo; asientos clásicos de madera, otros de piedra artificial con respaldos y reposabrazos que son macizos de arbustos, y otros bancos realizados en piedra, simulando el color y la forma de la madera, que están realizados en forma de zig-zag. 
En el centro de la rosaleda se levanta una gran farola formada por un pedestal de aproximadamente dos metros de altura con forma de octógono, sobre el que se levanta una alta cucaña de hierro, que soporta cuatro brazos metálicos rematados con las farolas, más otro en el centro de las cuatro. En los diferentes paseos hay cuatro pérgolas realizadas con columnas de piedra artificial recubiertas con especies de rosales trepadores.
Hay varios arcos de hierro cubiertos con rosales trepadores y junto a ellos se encuentra una pequeña fuente metálica. A unos metros se halla otro conjunto de asientos y farolas muy similares a los mencionados anteriormente. Los paseos que forman estos elementos son tanto de tierra como embaldosados, estos últimos sobre todo en la zona más cercana al río. Se puede contemplar una gran jardinería de forma ovalada que sirvió de pilón en una antigua cascada que desapareció desde hace ya varios años; 
La zona más próxima al puente de Isabel la Católica cuenta con una espesa arboleda donde se sitúa una caseta con un zócalo de hormigón imitando piedra mientras que el resto de su construcción es de madera a excepción del tejado. La caseta está destinada para el almacén de herramientas de jardinería.

## Galería

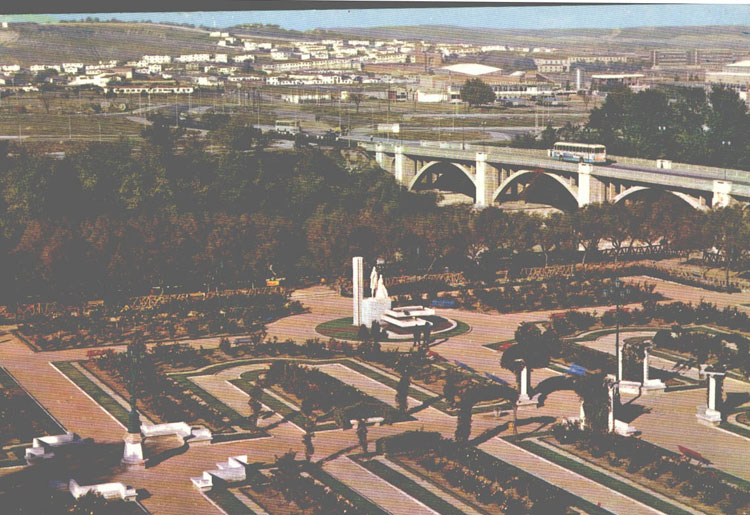
La rosaleda y el puente del Poniente en los años 1960.
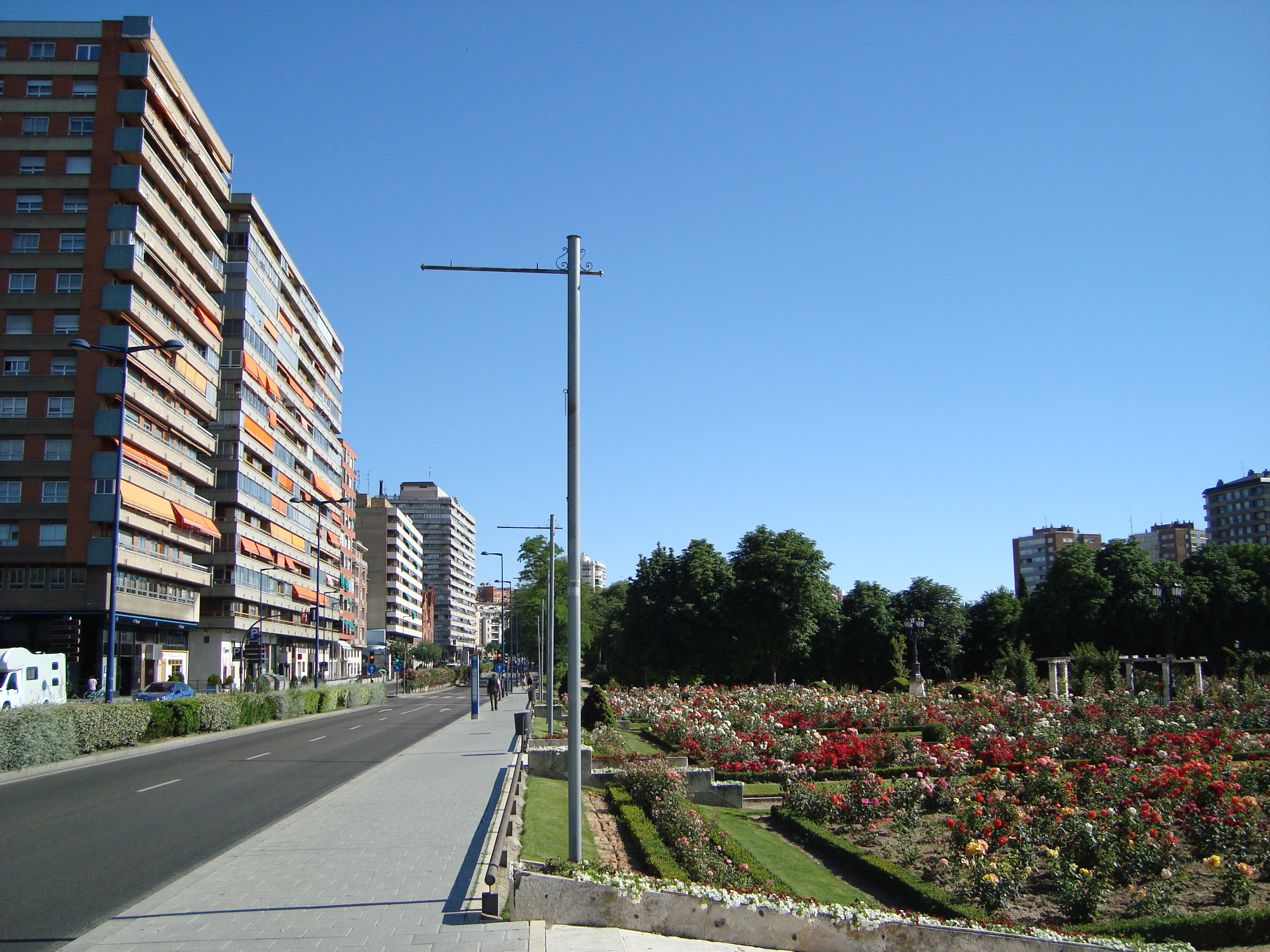
La rosaleda a la derecha. A la izquierda, el Paseo de Isabel la Católica.
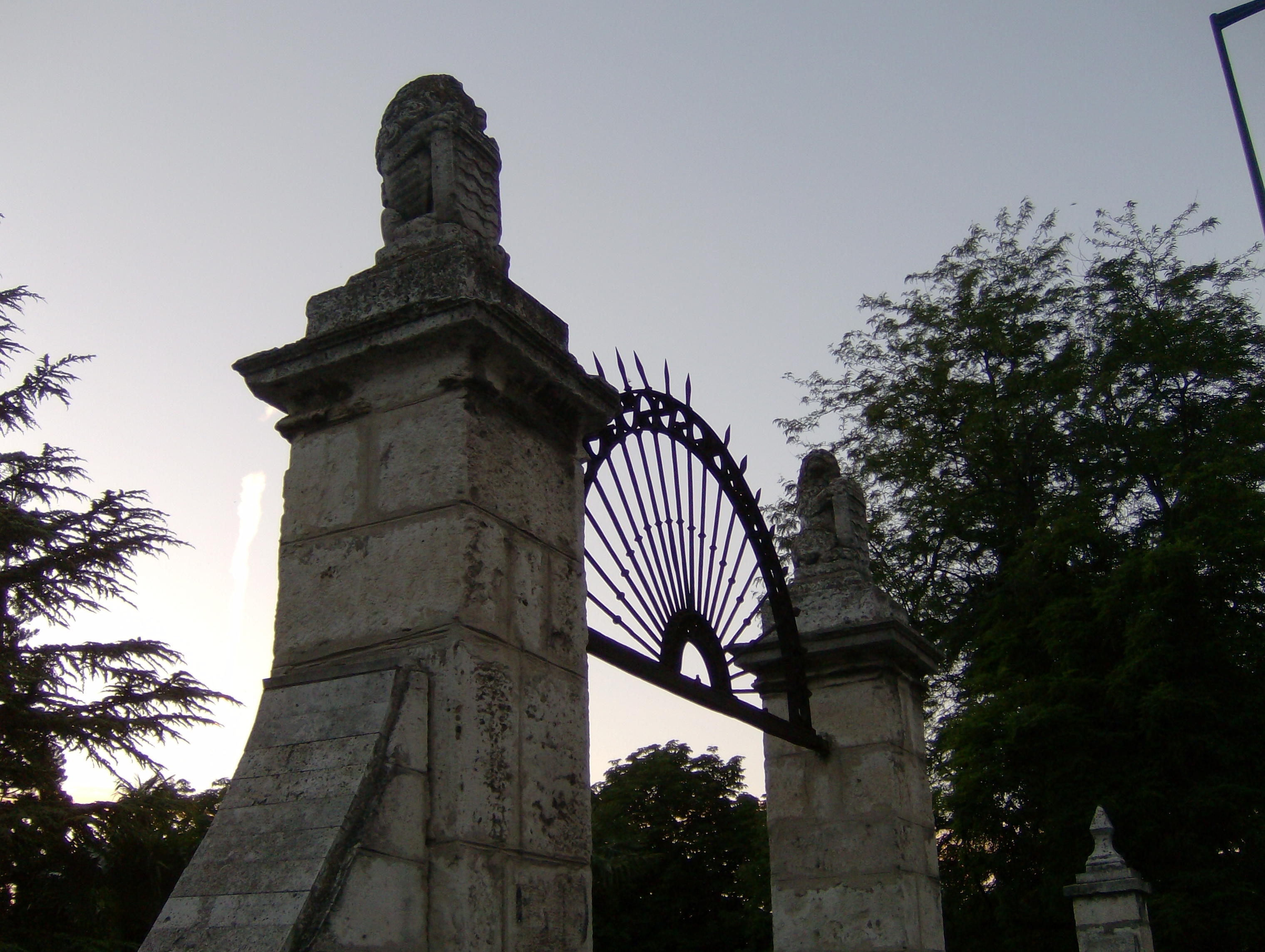
Entrada principal a los jardines de la Rosaleda.